# Констанция Австрийска
Констанция Австрийска (на немски: Constantia (Konstanze); * 6 май 1212, † пр. 5 юни 1243) e дъщеря на херцог Леополд VI Бабенберг и на Теодора Ангелина, дъщеря на византийски император Исаак II и Маргарита Унгарска, дъщеря на унгарския крал Бела III.

## Брак и деца
Констанция се омъжва на 1 май 1234 г. при Виена за Хайнрих III (1215 – 1288) от род Ветини, маркграф на Майсен и Лужица. Тя е първата му съпруга. На сватбата присъстват кралете на Унгария и Бохемия, архиепископът на Залцбург, епископите на Пасау, Бамберг, Фрайзинг и Зекау, маркграфът на Моравия, херцозите на Саксония и Каринтия и ландграфът на Тюрингия. Те имат двама сина:
- Албрехт (1240 – 1314)
- Дитрих фон Ландсберг (1242 – 1285)